# 成田佑美
成田 佑美（なりた ゆみ、1989年4月5日 - ）は、日本の女子プロボクサー。本名・雨盛 佑美（旧姓成田）。兵庫県神崎郡出身。姫路木下ボクシングジム所属。第4代日本女子ミニマム級王者。第7代OPBF東洋太平洋女子ライトフライ級王者。

## 来歴
会社員として働いていた23歳の時、姫路木下ボクシングジムでボクシングエクササイズを始めるが、元日本ミドル級チャンピオンの江口啓二と出会ったのがきっかけとなり、26歳で退職し江口トレーナーの下でプロボクサーに転向。
2016年5月15日、池本夢実とのデビュー戦は判定負け。
2018年10月31日、日向野知恵との日本女子ミニマム級王座決定戦はドロー。
2019年2月10日、日向野知恵との日本女子ミニマム級王座決定戦（再戦）は、スプリットデシジョンで判定負け。
2020年1月27日、後楽園ホールにて空位となった王座を下岡由美子と争い、3-0判定で日本女子ミニマム級王座獲得。
同年12月13日、大阪府立体育会館（エディオンアリーナ大阪）第2競技場にモンブランみきを迎えて初防衛戦に挑み、3-0判定で初防衛成功。
2021年8月11日、エディオンアリーナ大阪第2競技場で、伊賀薫とOPBF東洋太平洋女子ライトフライ級王座決定戦を行い、3-0判定で王座獲得。試合後、7月7日付で入籍したことも報告。
2022年12月9日、後楽園ホールにてWBA女子世界ライトフライ級挑戦者決定10回戦として、前WBO同級王者天海ツナミと対戦。しかし、10回TKOで敗れ王者のエブリン・ベルムデスへの挑戦権獲得に失敗、連勝は3で止まった。
2024年6月29日、1年6ヶ月ぶりの試合として加古川市日岡山体育館にてニチナート・プラブプレンとのOPBF王座の防衛戦を行い、6回TKOで初防衛に成功。
2024年11月、OPBF王座返上。

## 戦績
- プロ：14戦6勝1KO5敗3分

| 戦           | 日付           | 勝敗 | 時間     | 内容    | 対戦相手                     | 国籍 | 備考                                       |
| ------------ | -------------- | ---- | -------- | ------- | ---------------------------- | ---- | ------------------------------------------ |
| 1            | 2016年5月15日  | ★    | 4R       | 判定0-3 | 池本夢実（琉球）             | 日本 | プロデビュー戦                             |
| 2            | 2016年3月18日  | ☆    | 4R       | TKO     | 一村更紗（ミツキ）           | 日本 |                                            |
| 3            | 2017年3月19日  | ☆    | 4R       | 判定2-1 | 一村更紗（ミツキ）           | 日本 |                                            |
| 4            | 2017年5月5日   | ★    | 4R       | 判定0-3 | 岡本姫沙良（真正）           | 日本 |                                            |
| 5            | 2017年7月28日  | △    | 4R       | 判定1-1 | 長井香織（真正）             | 日本 |                                            |
| 6            | 2017年11月17日 | △    | 4R       | 判定1-0 | 長井香織（真正）             | 日本 |                                            |
| 7            | 2018年7月21日  | ☆    | 6R       | 判定3-0 | 下岡由美子（厚木ワタナベ）   | 日本 |                                            |
| 8            | 2018年10月31日 | △    | 6R       | 判定1-1 | 日向野知恵（スパイダー根本） | 日本 | 女子日本ミニマム級王座決定戦               |
| 9            | 2019年2月10日  | ★    | 6R       | 判定1-2 | 日向野知恵（スパイダー根本） | 日本 | 女子日本ミニマム級王座決定戦               |
| 10           | 2019年6月9日   | ★    | 6R       | 判定1-2 | 葉月さな（YuKO）             | 日本 |                                            |
| 11           | 2020年1月27日  | ☆    | 6R       | 判定3-0 | 下岡由美子（厚木ワタナベ）   | 日本 | 女子日本ミニマム級王座決定戦               |
| 12           | 2020年12月13日 | ☆    | 6R       | 判定3-0 | モンブランみき（ワタナベ）   | 日本 | 女子日本王座防衛1                          |
| 13           | 2021年8月11日  | ☆    | 8R       | 判定3-0 | 伊賀薫（真正）               | 日本 | OPBF女子東洋太平洋ライトフライ級王座決定戦 |
| 14           | 2022年12月9日  | ★    | 10R 1:50 | TKO     | 天海ツナミ（山木）           | 日本 | WBA女子世界ライトフライ級挑戦者決定戦      |
| 15           | 2024年6月29日  | ☆    | 6R       | TKO     | ニチナート・プラブプレン     | タイ | OPBF女子東洋太平洋王座防衛1                |
| テンプレート |                |      |          |         |                              |      |                                            |

## 獲得タイトル
- 第4代日本女子バンタム級王座（防衛1）
- 第7代OPBF東洋太平洋女子ライトフライ級王座（防衛1）